# Yudai Arashiro
Yudai Arashiro (新城 雄大, Arashiro Yūdai), né le 3 juillet 1995 à Ishigaki, est un coureur cycliste japonais.

## Biographie
En 2017, Yudai Arashiro devient champion du Japon du contre-la-montre espoirs (moins de 23 ans). Il s'impose également sur la première étape du Tour de la province de Valence,. L'année suivante, il intègre l'équipe continentale Kinan.

## Palmarès et résultats

### Palmarès par année
- 2017
  -  Champion du Japon du contre-la-montre espoirs
  - 1re étape du Tour de la province de Valence
- 2018
  - 3e du championnat du Japon sur route
- 2022
  - 2e du championnat du Japon sur route

### Classements mondiaux
| Année            | 2017 | 2018 |
| ---------------- | ---- | ---- |
| UCI America Tour | 432e |      |
| UCI Asia Tour    |      | 150e |